# Freccia d'oro (film 1935)
Freccia d'oro è un film del 1935 diretto da Piero Ballerini e Corrado D'Errico.
Girato negli stabilimenti della Cines di Roma, fu presentato a Venezia in occasione della 3ª edizione della Mostra del Cinema.
Per entrambi i registi si tratta del debutto alla direzione. La pellicola, inoltre, segnò l'esordio cinematografico di Luisa Ferida.

## Trama
La Freccia d'oro è  un moderno convoglio ferroviario che trasporta i passeggeri ad alta velocità. Durante uno di questi viaggi, salgono sul convoglio alcuni banditi con l'intento di appropriarsi di un cofanetto di pietre preziose, che un gioielliere porta ad una coppia di sposi come regalo di nozze.
La banda di malviventi, dopo aver disattivato il sistema di allarme e aver legato il personale ferroviario e i passeggeri, si rinchiude con loro nel vagone deposito dove si trovano i preziosi e inizia a scassinare i bagagli alla ricerca dei gioielli. Intanto sul percorso dei binari crolla un ponte, il personale a terra invia un allarme via radio al treno, i passeggeri imprigionati non possono fare nulla per avvertire il macchinista che si trova isolato all'interno della locomotiva.
Poco prima del drammatico incidente il macchinista vede fuori dal finestrino l'apparizione di una grande croce, alla vista della quale ferma il convoglio, scende a terra e con estrema sorpresa scopre che si trattava della corona di un rosario cadutagli su di un faro del locomotore e che proiettava la croce sulla densa nebbia, come su di uno schermo della lanterna magica; i passeggeri saranno salvi e i banditi puniti.

## Accoglienza

### Critica
Dino Falconi nel Popolo d'Italia del 9 novembre 1935, "..Freccia d'oro, è il nome di un treno di lusso che attraversa non so quale paese. Forse nell'intenzione dell'autore, anche il gran mondo, come lo era il Grand Hotel della Baum. L'eccessiva frammentarietà della vicenda (c'è in questo treno un campionario di umanità) e qualche inesperienza della sceneggiatura e della regia sminuiscono taluni pregi della pellicola, sicché, alla fine, la folle corsa di questo espresso della morte perde molto del suo interesse.. Un commento musicale più variamente ispirato avrebbe giovato.."